# Gnomidolon guianense
Gnomidolon guianense är en skalbaggsart som först beskrevs av White 1855.  Gnomidolon guianense ingår i släktet Gnomidolon och familjen långhorningar.
Artens utbredningsområde är:
- Guyana.
- Venezuela.

Inga underarter finns listade i Catalogue of Life.